# Comité olympique du Soudan

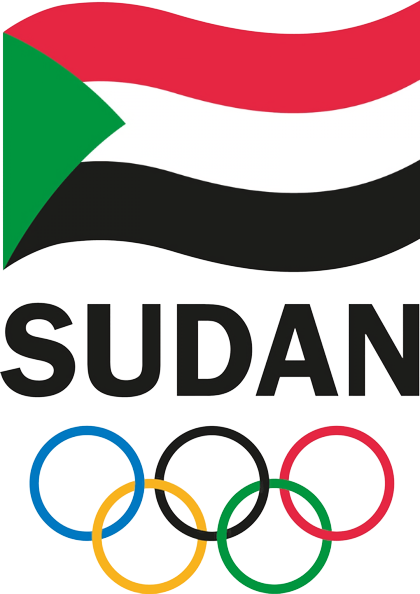
Logo du Comité olympique du Soudan

Le Comité olympique du Soudan (en anglais, Sudan Olympic Committee) est le comité national olympique du Soudan, fondé en 1956 à Khartoum.
Il a été reconnu par le CIO en 1959. Son président actuel est Ahmed ABOUELGASIM HASHIM.

## Note et référence
1. ↑  « Comité Olympique du Soudan », sur ACNOA (consulté le 31 juillet 2025)